# 希內夫拉 (考卡河谷省)
希內夫拉（西班牙語：Ginebra）是哥倫比亞考卡河谷省的城鎮，位於該國西部，距離首府卡利53公里，始建於1910年，面積463平方公里，海拔高度1,019米，2005年人口18,808。
3°45′N 76°10′W / 3.750°N 76.167°W